# 吉华街道
吉华街道中华人民共和国广东省深圳市龙岗区下辖的一个街道，名称取自街道内主要道路——吉华路，下辖水径、翠湖、光华、麗湖等共7个社区。该街道产业以高新科技产业和文化产业为主，占经济总量的80%。街道拥有布吉科技新城。
吉华街道原为布吉镇、布吉街道一部分。2016年12月26日，深圳市龙岗区行政区划调整，管辖的街道由原来的8个拆分为11个，同时由布吉街道拆出新设吉华街道。

## 行政区划
下辖以下地区：
丽湖社区、中海怡翠社区、甘坑社区、三联社区、光华社区、水径社区、和翠湖社区。